# Bob McAdoo
Robert Allen "Bob" McAdoo (Greensboro, 25 september 1951) is een Amerikaans voormalig basketballer en coach. Hij speelde in de NBA voor verschillende teams. Hij werd vijf keer een NBA All-Star en werd in 1975 benoemd tot NBA Most Valuable Player (MVP). Hij won twee NBA-kampioenschappen met de Los Angeles Lakers in 1982 en 1985. 
McAdoo speelde als power-forward en center. In zijn spelerscarrière bracht hij 14 seizoenen door in de NBA en zijn laatste zeven seizoenen in de Lega Basket Serie A in Italië. McAdoo is een van de weinige spelers die als speler zowel NBA als EuroLeague-titels heeft gewonnen. In 2000 werd McAdoo ingewijd in de Basketball Hall of Fame.
McAdoo won als assistent-coach van de Miami Heat drie NBA-titels in 2006, 2012 en 2013.
5 Jordan · 
8 Brewer · 
10 Nixon · 
11 McAdoo · 
21 Cooper · 
31 Rambis · 
32 E. Johnson · 
33 Abdul-Jabbar · 
34 C. Johnson · 
40 McGee · 
52 Wilkes · 
54 Landsberger · 
Coach Riley
4 Scott · 
10 Nixon · 
11 McAdoo · 
12 Lester · 
21 Cooper · 
31 Rambis · 
32 Johnson · 
33 Abdul-Jabbar · 
35 Spriggs · 
40 McGee · 
41 Kupchak · 
42 Worthy · 
43 Nevitt · 
Coach Riley